# Endlicheria melinonii
Endlicheria melinonii là loài thực vật có hoa trong họ Nguyệt quế. Loài này được Benoist miêu tả khoa học đầu tiên năm 1931.